# لوكاس برافو
لوكاس برافو (مواليد 26 مارس 1988) هو ممثل وعارض فرنسي أشتهر بدور غابريل في مسلسل إيميلي في باريس.

## روابط خارجية
لوكاس برافو على موقع IMDb (الإنجليزية)
- لوكاس برافو على موقع ألو سيني (الفرنسية)
- لوكاس برافو على موقع قاعدة بيانات الفيلم (الإنجليزية)